# ГЕС Guthega
ГЕС Guthega — гідроелектростанція на південному сході Австралії. Знаходячись перед ГЕС Мюррей 1, становить верхній ступінь у гілці Сноуі-Мюррей гідровузла Snowy Mountains Scheme.
Гідровузол, до складу якого входить ГЕСя Guthega, використовує деривацію ресурсу зі сточища Сноуі (дренує південно-східний схил Сніжних гір та тече до Бассової протоки) до басейну Мюррею (охоплює протилежний, північно-західний схил Сніжних гір та впадає у Велику Австралійську затоку Індійського океану). Втім, уся гідротехнічна схема станції Guthega при цьому міститься в межах сточища Сноуі-Рівер.
За проектом ГЕС Guthega Сноуі перекрили бетонною гравітаційною греблею висотою 34 метри та довжиною 139 метрів, яка потребувала 44 тис. м3 матеріал та утримує сховище з об'ємом 1,55 млн м3. Звідси через лівобережний гірський масив прокладено дериваційний тунель довжиною 4,7 км з діаметром 5,8 метра, який переходить у напірний водовід довжиною до 1 км. Останній постачає ресурс до розташованого на березі Сноуі машинного залу.
Основне обладнання станції становлять дві турбіни типу Френсіс потужністю по 30 МВт, які працюють при напорі у 247 метрів.
Відпрацьована вода повертається назад до Сноуі та прямує по її руслу до сховища Island Band, котре входить у водозбірну систему ГЕС Мюррей 1.